# Rotflankenhabicht
Der Rotflankenhabicht (Aerospiza castanilius, Synonym: Accipiter castanilius) ist ein kleiner afrikanischer Greifvogel. Er kommt in Westafrika vor vom Süden Nigerias über Kamerun und Gabun bis zur Demokratischen Republik Kongo.
Der Lebensraum umfasst tropischen Tiefwald, auch Sekundärwald, jeweils mit dichtem Unterholz, meist bis 750 m Höhe.
Der Artzusatz kommt von lateinisch castaneus ‚kastanienbraun‘ und lateinisch ilium ‚Becken, Flanke‘.

## Merkmale
Dieser Vogel ist 28 bis 37 cm groß, das Männchen wiegt 115 bis 150, das Weibchen 147 bis 200 g, die Flügelspannweite beträgt 43 bis 58 cm.
Beide Geschlechter sind auf der Oberseite schwärzlich, die weiße Kehle ist fein gestreift, Oberschenkel und Flanken sind kastanienbraun, die großen Iris rot, Füße und Wachshaut sind gelb. Das Männchen hat drei, seltener vier weiße Flecken mittig auf der Schwanzoberseite, das Weibchen ist auf der Unterseite dunkler und an den Flanken deutlicher gestreift.
Die kräftigen Farben und die deutliche grau-braune Bänderung der Unterseite sind charakteristisch und unterscheiden die Art vom kleineren, länger-schwänzigen und deutlich dunkleren Rotbrusthabicht (Aerospiza toussenelii).
Bei Jungvögeln ist die Oberseite braun, die weiße Kehle hat mittig Streifen, die Brust ausgeprägt gepunktet, die Flanken gestreift oder gebändert, die Iris ist gräulich-braun bis grünlich-gelb, die Wachshaut grünlich-gelb, die Füße gelb. Sie sind denen des Rotbrusthabichts ähnlich, haben aber rötliche Schenkel.

## Geografische Variation
Die Art wird von einigen Autoritäten als monotypisch angesehen. Die IOC unterscheidet dagegen folgende Unterarten:
- A. c. castanilius (Bonaparte, 1853), Nominatform, – Nigeria bis Gabun und Demokratische Republik Kongo
- A. c. beniensis (Lönnberg, 1917), – Osten der Demokratischen Republik Kongo, größer (aber nicht signifikant[1])

## Stimme
Der Ruf ist nicht bekannt.

## Lebensweise
Die Zusammensetzung der Nahrung ist nur unvollständig bekannt. Der Körperbau mit besonders langen Beinen und das Verhalten von in Gefangenschaft lebenden Exemplaren deuten auf  Vögel oder andere fliegende Beute wie Fledermäuse als Hauptbestandteil der Nahrung hin. Bei der Untersuchung von Mageninhalten von mehr als 40 Exemplaren aus der Demokratischen Republik Kongo wurden hingegen Insekten, Echsen, Amphibien und Nagetiere, aber keine Vögel gefunden. Die Jagd wird von niedrigem, gut verstecktem Ansitz aus begonnen. Darüber hinaus folgen die Vögel auch Wanderameisen auf deren Raubzügen, um vor diesen fliehende Tiere zu erbeuten.
Die Hauptbrutzeit liegt zwischen Januar und April.

## Gefährdungssituation
Die Art gilt als nicht gefährdet (Least Concern).